# 李佋
李 佋（り しょう、753年 - 760年）は、唐の皇族。恭懿太子。粛宗の十二男。

## 経歴
粛宗と張皇后のあいだの子として生まれた。至徳2載（757年）、興王に封じられた。乾元3年（760年）4月、鳳翔節度大使とされた。粛宗と張皇后に最も愛され、李俶（後の代宗）に代わる皇嗣に望まれた。上元元年（760年）6月26日、死去した。享年は8。7月、皇太子の位を追贈され、諡は恭懿といった。11月、高陽原に葬られた。

## 伝記資料
- 『旧唐書』巻116 列伝第66 粛宗代宗諸子
- 『新唐書』巻82 列伝第7 十一宗諸子